# Lalian
Lalian (en ourdou : لالیاں) est une ville pakistanaise située dans le district de Chiniot, dans la province du Pendjab. Elle est la capitale du tehsil du même nom. La ville a été fondée en 1928.
La population de la ville a été multipliée par plus de quatre entre 1972 et 2017 selon les recensements officiels, passant de 10 578 habitants à 45 462. Entre 1998 et 2017, la croissance annuelle moyenne s'affiche à 2,4 %, semblable à la moyenne nationale. Selon le recensement de 2023, la population de la ville monte à 52 542 habitants.
|            | 1972 (rec.) | 1981 (rec.) | 1998 (rec.) | 2017 (rec.) | 2023 (rec.) |
| ---------- | ----------- | ----------- | ----------- | ----------- | ----------- |
| Population | 10 578      | 16 977      | 28 794      | 45 462      | 52 542      |